# Carla Scicluna
Carla Scicluna (ur. 27 stycznia 2001) – maltańska lekkoatletka specjalizująca się w biegach sprinterskich.
Uczestniczka igrzysk olimpijskich w Tokio, w których awansowała do eliminacji biegu na 100 metrów. Startowała na halowych mistrzostwach świata (2022) oraz halowych mistrzostwach Europy (2023). Reprezentowała Maltę w drużynowych mistrzostwach Europy, podczas letniego olimpijskiego festiwalu młodzieży Europy, w Igrzyskach Wspólnoty Narodów oraz w mistrzostwach małych krajów Europy. Startowała w mistrzostwach Europy juniorów młodszych oraz młodzieżowych mistrzostwach Europy.
Medalistka mistrzostw Malty.

## Rezultaty
| Rok  | Impreza                                          | Miejsce    | Konkurencja        | Pozycja     | Wynik   |
| ---- | ------------------------------------------------ | ---------- | ------------------ | ----------- | ------- |
| 2017 | Letni olimpijski festiwal młodzieży Europy       | Győr       | bieg na 100 m      | eliminacje  | 12,82   |
| 2017 | Letni olimpijski festiwal młodzieży Europy       | Győr       | bieg na 200 m      | półfinał    | 25,90   |
| 2018 | Mistrzostwa Europy juniorów młodszych            | Győr       | bieg na 100 m      | eliminacje  | 12,68   |
| 2018 | Mistrzostwa Europy juniorów młodszych            | Győr       | bieg na 200 m      | eliminacje  | 26,04   |
| 2021 | Mistrzostwa małych krajów Europy w lekkoatletyce | Serravalle | bieg na 100 m      | 6. miejsce  | 12,18   |
| 2021 | Mistrzostwa małych krajów Europy w lekkoatletyce | Serravalle | bieg na 200 m      | 4. miejsce  | 24,89   |
| 2021 | III liga drużynowych mistrzostw Europy           | Limassol   | bieg na 100 m      | 5. miejsce  | 12,15   |
| 2021 | III liga drużynowych mistrzostw Europy           | Limassol   | bieg na 200 m      | 4. miejsce  | 24,77   |
| 2021 | III liga drużynowych mistrzostw Europy           | Limassol   | sztafeta 4 × 100 m | 3. miejsce  | 46,27   |
| 2021 | Młodzieżowe mistrzostwa Europy                   | Tallinn    | bieg na 100 m      | eliminacje  | 12,05   |
| 2021 | Młodzieżowe mistrzostwa Europy                   | Tallinn    | bieg na 200 m      | eliminacje  | DNS     |
| 2021 | Igrzyska olimpijskie                             | Tokio      | bieg na 100 m      | eliminacje  | 12,16   |
| 2022 | Halowe mistrzostwa krajów bałkańskich            | Stambuł    | bieg na 60 m       | 13. miejsce | 7,69    |
| 2022 | Halowe mistrzostwa świata                        | Belgrad    | bieg na 60 m       | eliminacje  | 7,71    |
| 2022 | Mistrzostwa małych krajów Europy w lekkoatletyce | Marsa      | bieg na 100 m      | 5. miejsce  | 11,85   |
| 2022 | Mistrzostwa małych krajów Europy w lekkoatletyce | Marsa      | sztafeta szwedzka  | 1. miejsce  | 2:10,37 |
| 2022 | Igrzyska Wspólnoty Narodów                       | Birmingham | bieg na 100 m      | eliminacje  | 11,89   |
| 2022 | Igrzyska Wspólnoty Narodów                       | Birmingham | sztafeta 4 × 100 m | eliminacje  | 45,59   |
| 2023 | Halowe mistrzostwa Europy                        | Stambuł    | bieg na 60 m       | eliminacje  | 7,72    |

## Rekordy życiowe
- bieg na 60 metrów (hala) – 7,69 (5 marca 2022, Stambuł)
- bieg na 100 metrów (stadion) – 11,70 (7 lipca 2022, Marsa)
- bieg na 200 metrów (stadion) – 24,30 (8 lipca 2022, Marsa)